# Pionierbrigade 40
Das Pionierbrigade 40 war eine der Pionierbrigaden des Heeres der Bundeswehr. Der Stabssitz war zuletzt Lahnstein. Die Pionierbrigade unterstand dem Wehrbereichskommando IV / 5. Panzerdivision.

## Geschichte

### Aufstellung
Nach Ende des Ost-West Konflikts wurde die Struktur der Pioniertruppe zur Einnahme der Heeresstruktur V bzw. V (N) geändert. Ein Großteil der Pioniertruppe des Feld- und Territorialheeres war bisher in Pionierkommandos gegliedert. Die deutschen Korps führten als Korpstruppen je ein Pionierkommando. Analog führten die Territorialkommandos ebenfalls entweder ein direkt unterstelltes Pionierkommando bzw. im Falle des Territorialkommandos Schleswig-Holstein ein Pionierregiment vergleichbarer Größe. Auf Ebene der meisten Divisionen waren Pionierbataillone als Teil der Divisionstruppen ausgeplant; im Territorialheer führte analog jedes Wehrbereichskommando ein Pionierregiment.
In der neuen Struktur wurde die Masse der oben aufgezählten Truppenteile der Pioniere des Feld- und Territorialheers – soweit diese nicht außer Dienst gestellt wurden – in neu aufgestellten Pionierbrigaden zusammengefasst. Die Pionierbrigaden wurden jeweils einem Stab eines Wehrbereichskommandos/Division unterstellt. Diese fusionierten Großverbände neuen Typs vereinten Truppenteile und Aufgaben des bisherigen Feld- und Territorialheeres. Erst im Verteidigungsfall wären die Verbände voraussichtlich wieder getrennt worden. Ähnliches galt für die Pionierbrigaden.
Die Pionierbrigade 40 wurde am 1. Oktober 1993 (vermutlich in Koblenz) aufgestellt und dem etwa zeitgleich fusionierten Wehrbereichskommando IV / 5. Panzerdivision unterstellt. Zur Aufstellung wurden Teile des Pionierkommandos 3 herangezogen. Ab 1. Juli 1994 lag der Stab in der Deines-Bruchmüller-Kaserne in Lahnstein.

### Auflösung
Etwa zeitgleich mit der Auftrennung des Wehrbereichskommandos IV / 5. Panzerdivision und der bald darauf folgenden Außerdienststellung der 5. Panzerdivision wurde die Pionierbrigade 40 am 31. Dezember 2003 außer Dienst gestellt.

## Verbandsabzeichen

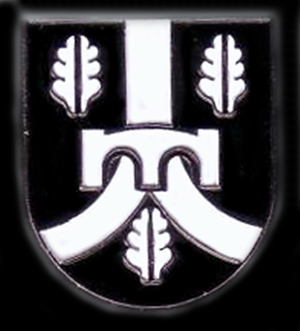
Internes Verbandsabzeichen des Stabes/Stabskompanie

Die Pionierbrigade führte anders als die meisten anderen Brigaden des Heeres kein eigenes Verbandsabzeichen. Die Soldaten trugen daher das Verbandsabzeichen des übergeordneten Wehrbereichskommandos bzw. der übergeordneten Division.
Als „Abzeichen“ wurde daher unpräzise manchmal das interne Verbandsabzeichen des Stabes und der Stabskompanie „pars pro toto“ für die gesamte Pionierbrigade genutzt. Es zeigte im Wesentlichen als Hinweis auf den Stationierungsraum den stilisierten Zusammenfluss von Mosel und Rhein am Deutschen Eck. Die Eichenlaubzweige sind ein traditionelles Symbol deutscher Streitkräfte und in Verbindung mit der ebenfalls abgebildeten stilisierten Brücke ähnlich im Barettabzeichen der Pioniertruppe enthalten. Die schwarze Grundfarbe des Schildes entsprach der Waffenfarbe der Pioniertruppe. Die Brücke taucht ähnlich in den anderen internen Verbandsabzeichen der Stäbe und der Stabskompanien der übrigen Pionierbrigaden auf. Das interne Verbandsabzeichen wurde unverändert vom „Vorgängerverband“ Pionierkommando 3 übernommen.